# ALF (jeu vidéo)
ALF est un jeu vidéo d'action-aventure développé par Nexa et édité par Sega en 1989 sur Master System. Le jeu est basé sur la série télévisée ALF.

## Accueil
Le jeu a reçu de très mauvaises critiques de la presse spécialisée.
- All Game Guide : 1,5/5[1]
- Sega Pro (en) : 16 %[2]